# Vlastenecko-dobročinná obec baráčnická

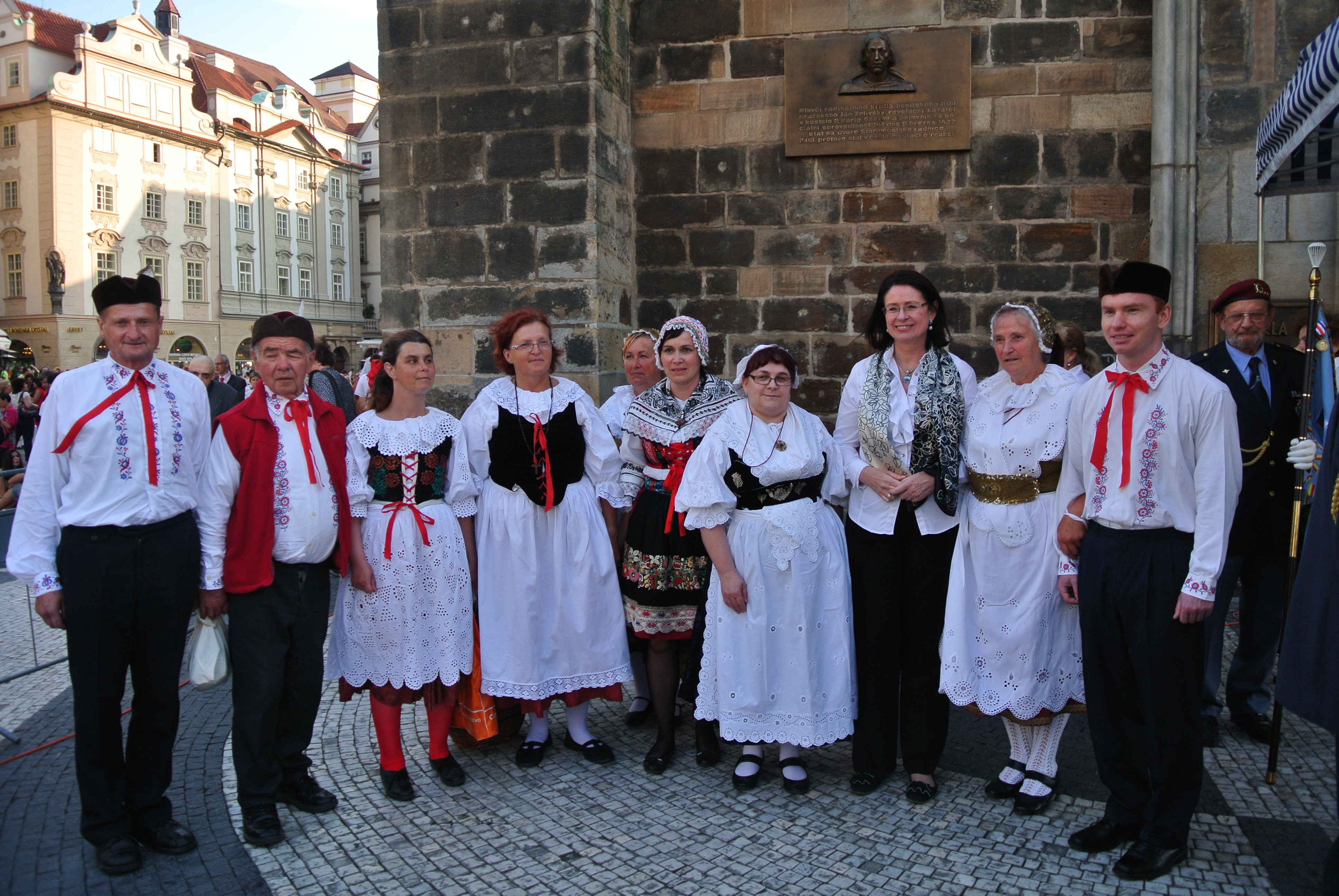
Pieta na Staroměstském náměstí

Vlastenecko-dobročinná obec baráčnická, či obecně v Čechách nazývaní Baráčníci, jsou společenskou organizací vzniklou roku 1873, která dodnes lpí na dodržování staročeských zvyků.

## Historie
První spolek baráčníků vznikl v Kolíně roku 1873. Bylo to období zakládání mnoha druhů různých vzdělávacích, podpůrných a vlasteneckých sdružení. Baráčníci, kteří se scházeli v již zbořeném kolínském hostinci U Šleitrů zvaném Baráček, se starali o podporování vdov, sirotků, chudiny a tuto činnost spojovali s vlastenectvím.
Období zakládání dalších obcí navazovalo na Jubilejní zemskou výstavu v Praze 1891 a obdobné národní akce v dalších letech (Národopisná výstava českoslovanská v Praze 1895). Nejstarší pražskou obcí, která si zachovala kontinuitu, jsou Baráčníci malostranští, jejichž stolová společnost byla založena v polovině října 1893 v hostinci U tří červených růží. Do roku 1994 měla tato obec vlastní rychtu U lužického semináře 9 na Malé Straně.
V roce 1896 vzniká Veleobec českého baráčnictva v království Českém. Během dalších deseti let vznikají jednotlivé župy jako mezičlánek ústředí a jednotlivých obcí na venkově. První župa vznikla v Brandýse nad Labem schválením jejích regulí Zemským úřadem v Praze roku 1902. Tehdy se jmenovala I.župa Polabská. V roce 1907 se konal I. sjezd ve Veleobci sdruženého Baráčnictva v Českých Budějovicích a zde bylo rozhodnuto o vydávání svého svazového časopisu "Český Baráčník" Obce baráčníků vznikly i ve Vídni a přes emigranty v Spojených státech amerických.
Baráčnické spolky nezanikly tak jako mnoho jiných během komunistického režimu. Na začátku 50. let 20. století měl spolek přes 90 tisíc členů.

## Zvláštnosti pojmenování
Výbor místní obce baráčníků se označoval jako rychta a v jeho čele stál rychtář. Baráčnická rychta pak byl název pro spolkovou místnost, nebo budovu. Z těch je na veřejnosti nejznámější Všebaráčnická rychta v Praze na Malé Straně, v jejímž sále se pořádají koncerty i jiné akce.
Zajímavé je tradiční pojmenování členů a funkcionářů organizace. Členové se nazývají sousedé a tetičky, členové výboru mají funkce panímaminka, pantatínek, rychtář, místorychtář, syndyk (jednatel), berní (hospodář), slídilové účtů (revizní komise), švandymistr (za kulturu), vzdělávatel, dráb (dohlíží na pořádek v obci), ponocný, šafář (zabezpečuje občerstvení), gratulanti (chodí svým členům gratulovat k narozeninám).

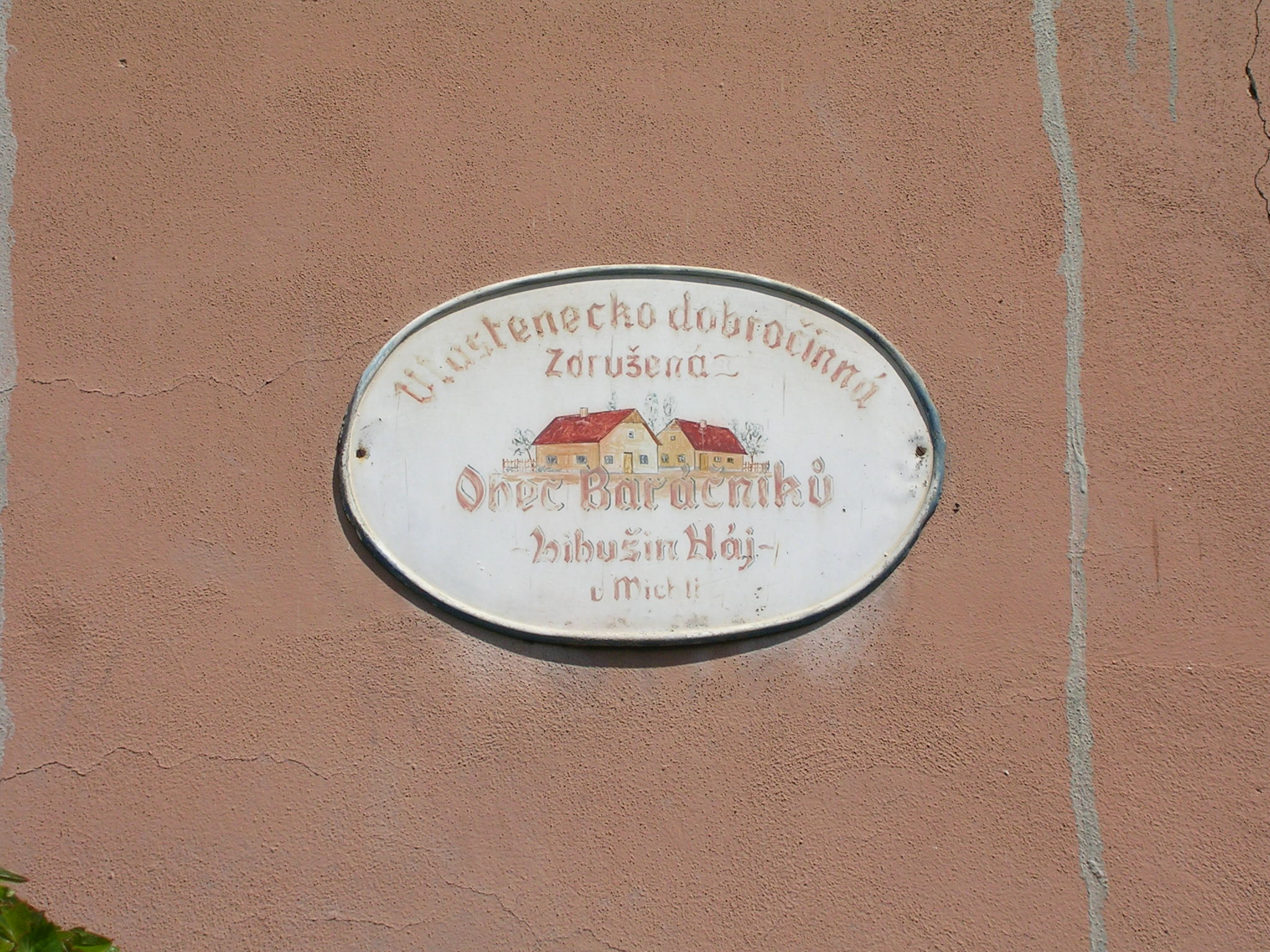
Cedulka baráčníků v Praze Michli

## Organizační struktura
Jednotlivé obce baráčnické jsou sdruženy do žup.
- I. župa Pavla Stránského ze Zapské Stránky, dříve I.Polabská, vytvořena roku 1902 v Brandýse nad Labem.
- II. župa Jiřího z Poděbrad, založena roku 1902 jako Karlova v Praze
- III. župa Mistra Jana Husi, založena jako Přemyslova v Praze roku 1903
- IV. župa Petra Gutha, založena v Kladně roku 1904
- V. župa Václava Budovce z Budova má sídlo v Mladé Boleslavi založena roku 1905.
- VI. župa Boleslava Jablonského v Soběslavi založena roku 1931 v Mezimostí
- VII. župa Vlasákova
- VIII. župa Tomáše Štítného má sídlo v Českých Velenicích.
- IX. župa Kubatova má sídlo v Českých Budějovicích
- X. baráčnická župa spisovatele Josefa Holečka ve Vodňanech.
- XI. župa Most
- XII. župa Jana Sladkého Koziny v Plzni
- XV. župa Františka Holého byla založená roku 1932 v Kralupech nad Vltavou.
- XIV. župa vznikla v Duchcově Josefa Jungmana
- XVIII. župa Tomáše Garyka Masaryka
- XX. župa Krušnohorská, založena v Chomutově
- XXI. župa vznikla v Ústí nad Labem.
- XXII. župa má ústředí v Sokolově.
- XXIV. župa Jana Žižky z Trocnova byla založena v 1949 a má ústředí v hl. m. Praha.

## Náplň činnosti
Mimo pravidelné schůzovní činnosti organizují či se podílí na organizaci Dne matek, MDŽ, Den dětí, rozloučení s rokem, stavění májek, pořádání baráčnických, staročeských plesů a zábav. Součástí zábav bývají i staročeské tance, např. Česká beseda. Dále se účastní různých místních aktů, jako kladení věnců, slavnostní průvody apod. Před nacistickou okupací se Baráčníci ve velkém účastnili i jiných vlasteneckých akcí. Akce bývají odlišné podle místních zvyklostí vesnice či města. Svérázné jsou i rituály při velkých akcích a schůzích, prováděné často v krojích.

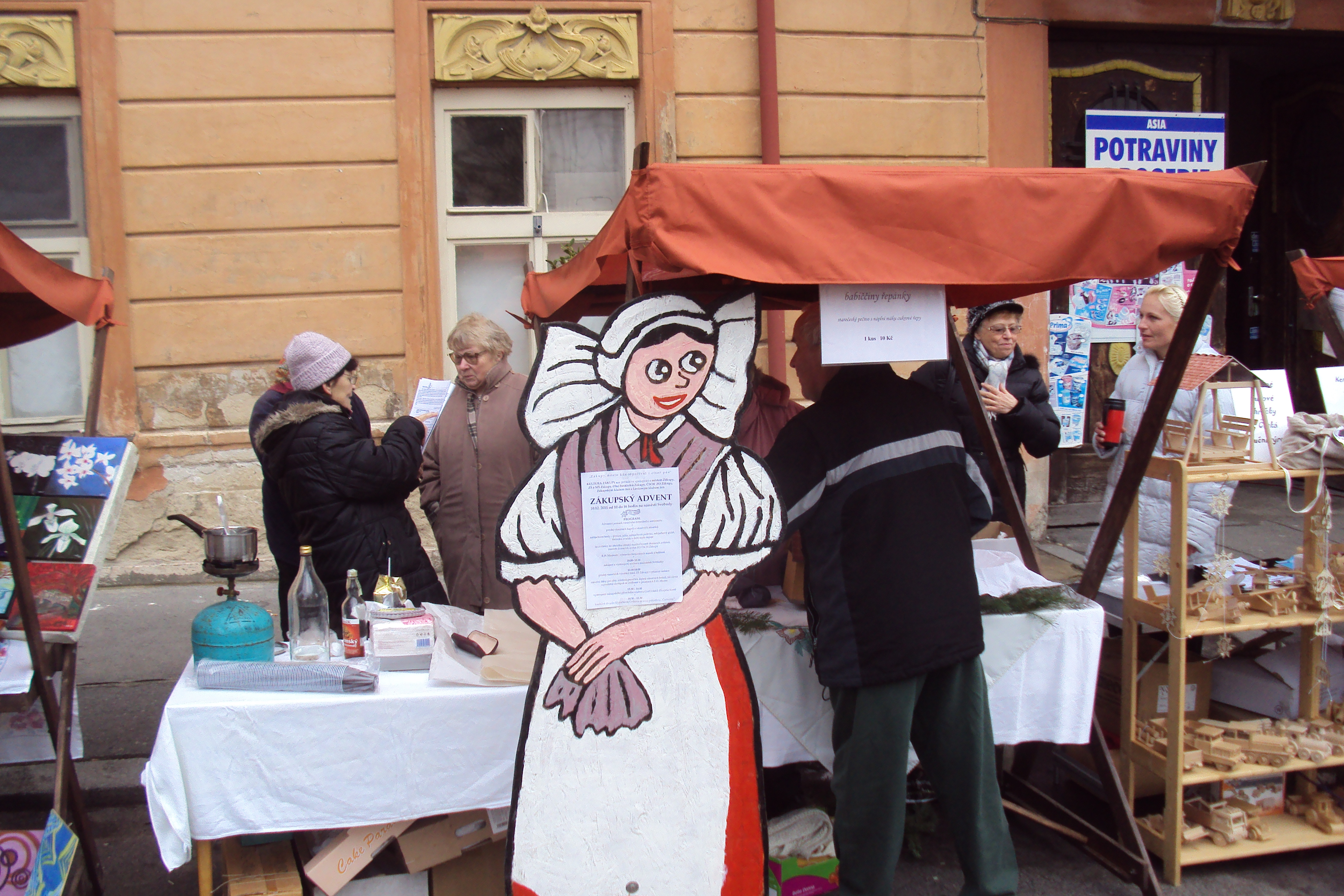
Baráčníci při adventních slavnostech v Zákupech 2011

## V kultuře
Postava předsedy Baráčníků, který sdílí celu s Josefem Švejkem po Sarajevském atentátu, se objevuje také v románu Osudy dobrého vojáka Švejka (1921) od Jaroslava Haška. Ve filmu Dobrý voják Švejk (1956) tuto postavu ztělesnil herec Jaroslav Vojta.